# Коллегиальная церковь Пресвятой Девы Марии (Ивано-Франковск)
Коллегиальная церковь Пресвятой Девы Марии (укр. Колегіальний костел Пресвятої Діви Марії) — бывший храм Римско-католической церкви в городе Ивано-Франковск, в Ивано-Франковской области Украины. Ныне помещение церкви занимает Ивано-Франковский областной художественный музей.
Храм находится на площади Шептицкого.

## История
Точная дата возведения церкви неизвестна. Известно, что основатель города Станиславова Андрей Потоцкий, начав строительство крепостных стен вокруг города, одновременно взялся за сооружение римско-католической приходской церкви, в чем ему помогал капеллан Войцех Бялачевски.
Деревянный храм был построен довольно быстро. Новая церковь была освящена во имя Пресвятой Девы Марии, святой Анны, святого Андрея и святого Станислава, епископа Краковского и мученика, патрона города Станиславова.
14 июня 1669 года Андрей Потоцкий добился присвоения деревянной церкви статуса коллегиального храма. Церемония была проведена Яном Тарновским, архиепископом Львовским. Капитул коллегиального храма состоял из прелатов, каноников и викариев.
При церкви основатель открыл публичную школу, филиал Краковского университета.
В 1672 году началось строительство каменного храма по проекту и под руководством французских архитекторов Франсуа Корассини и Шарля Беноэ. Строительство было завершено в 1703 году.
Вместо прежней деревянной церкви появилась каменная трёхнефная базилика с трансептом в стиле барокко с элементами ренессанса. Фасад украшали дорийские и коринфские колонны и фронтон, увенчанный тремя башнями.
Главный алтарь и два боковых во имя Святого Иосифа и Святого Викентия были вырезаны из мрамора. В последнем хранились частицы мощей этого святого, полученные Станиславом Потоцким (отцом основателя города) в 1680 году в Риме от Папы Иннокентия XI.
На боковых внутренних стенах находился герб Потоцких. Освящение каменного здания церкви совершил Константин Зелинский, архиепископ Львовский.
На сеймике в Галиче в 1718 году было принято решение о взыскании налога на устройство убранства храма. В этом же году школа перешла к иезуитам, а через четыре года получила статус коллегии, в которую за полгода поступило 400 учеников.

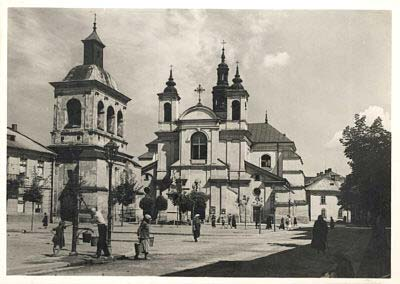
Церковь Пресвятой Девы Марии в начале XX века

В 1737 году Иосиф Потоцкий начал работы по расширению храма. Им были установлены боковые барочные алтари (их число было доведено до 12), богато украшенные лепниной. Во второй половине XVIII века в церкви появились барочные скульптуры Матвея Полейовского. В XIX веке здание получило контрфорсы. На втором этаже, перед контрфорсами, можно было увидеть герб Потоцких.
В 1751 году в церкви состоялись торжественные похороны Иосифа Потоцкого, младшего сына основателя города, Андрея Потоцкого, который правил городом после смерти отца. Таким образом, храм стал семейной усыпальницей рода Потоцких. Вход в крипту с захоронениями располагался перед главным алтарем. В подземельях храма есть три крипты — центральная, западная и восточная. Потоцких хоронили в центральной.
В 1782-1799 годах власти Австрийской империи постепенно понизила статус коллегиального храма Станиславова до уровня приходской церкви.
12 сентября 1863 года, в память 200-летия осады Вены войсками Османской империи и гибели Станислава Потоцкого в этом сражении, с обеих сторон от входной двери церкви были установлены две памятные плиты на польском и украинском языках. В 1933 году властями Польши была отреставрирована лишь польская плита, а украинская уничтожена.
Во второй половине XIX века внутреннее убранство храма утратило былое великолепие и требовало реставрационных работ. По просьбе тогдашнего настоятеля церкви в 1877 году храм был снова расписан художником Эразмом Рудольфом Фабиянським. Однако в 1882 году пожар уничтожил крышу церкви, главную башню и заново расписанный свод. В 1892 году была проведена масштабная реставрация храма.
Тогда же при церкви открылась музыкальная школа, где учили церковному пению. Когда-то на хорах над главным входом находился орган, установленный в 1900 году, но он был утрачен в послевоенное время.

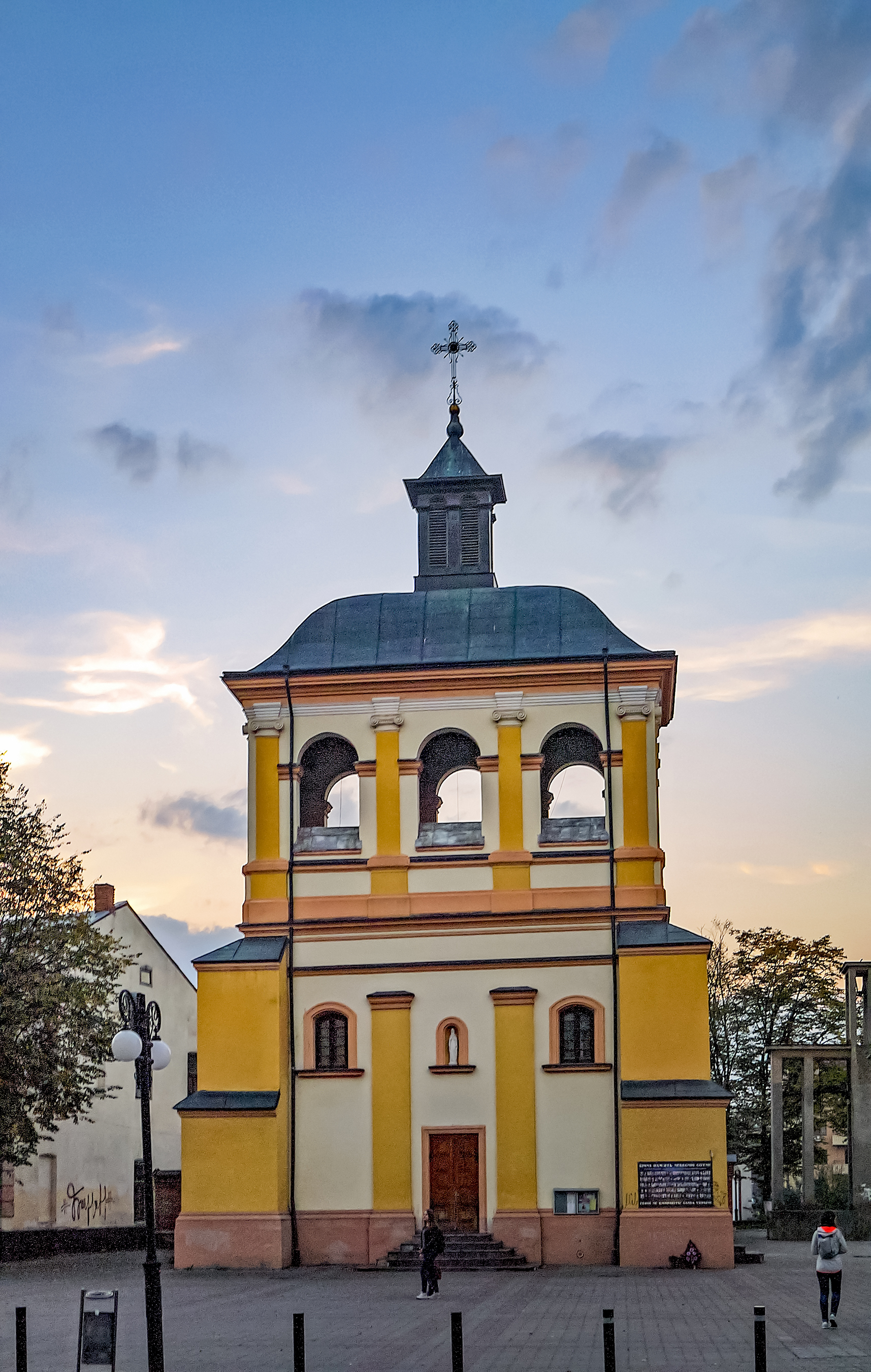
Церковная колокольня

Вся история храма тесно связана с польской общиной города. После окончания Второй мировой войны поляки начали постепенно покидать Станиславов. Они тайно вывозили из церкви утварь и ценности. До сих пор в церкви Святого Маврикия во Вроцлаве находится образ Матери Божьей Неустанной Помощи из бокового алтаря коллегиальной церкви. Прихожане приложили немало усилий, чтобы спасти хоть какую-то часть внутренней отделки храма. Но внутреннее убранство во времена советской власти было утрачено в связи с использованием здания церкви не по назначению.
Колокольня, возведенная в 1744 году с колоколом весом более 2 тонн, была разрушена в 1963 году. Только в 2000 году она была восстановлена по старым фотографиям и чертежам.
Сейчас Коллегиальная церковь Пресвятой Девы Марии - единственное культовое сооружение в городе, которое используется не по назначению. В 1965 году здесь разместили геологический музей. После реставрации здания в 1980 году в нем был открыт Ивано-Франковский областной художественный музей, в котором экспонируются образцы изобразительного народного и сакрального искусства края.